# Staalwol

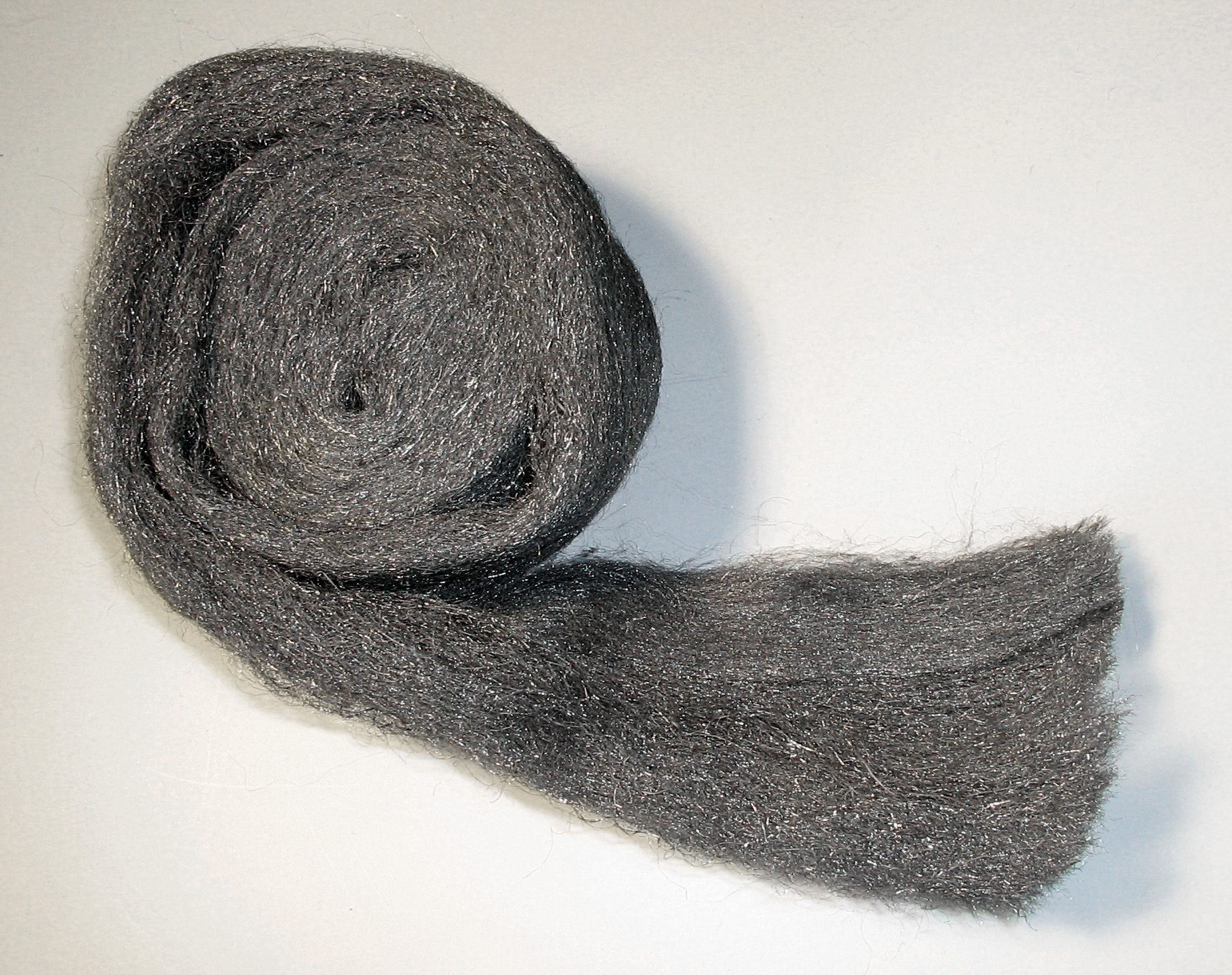
Een rol staalwol

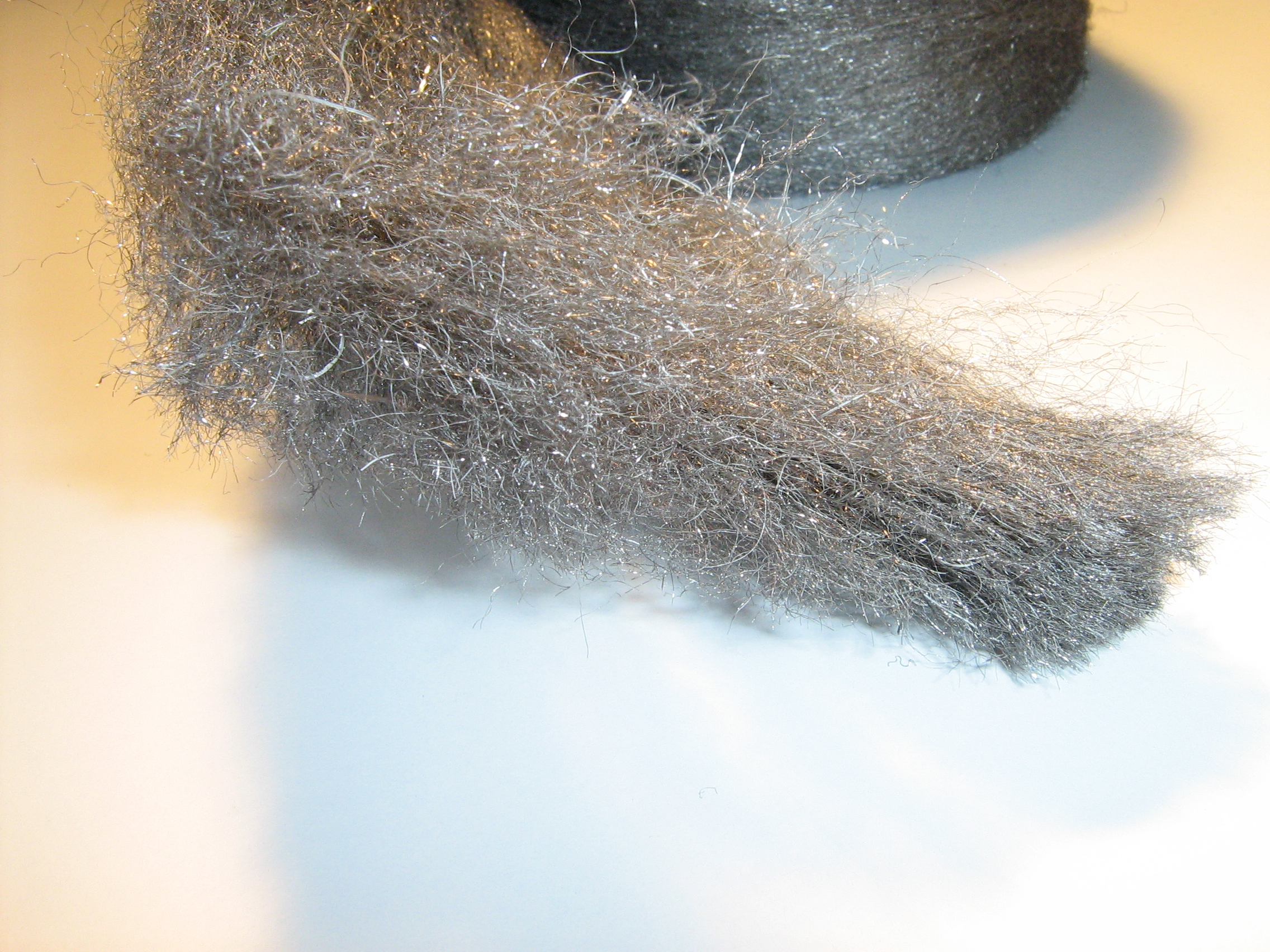
Staalwol

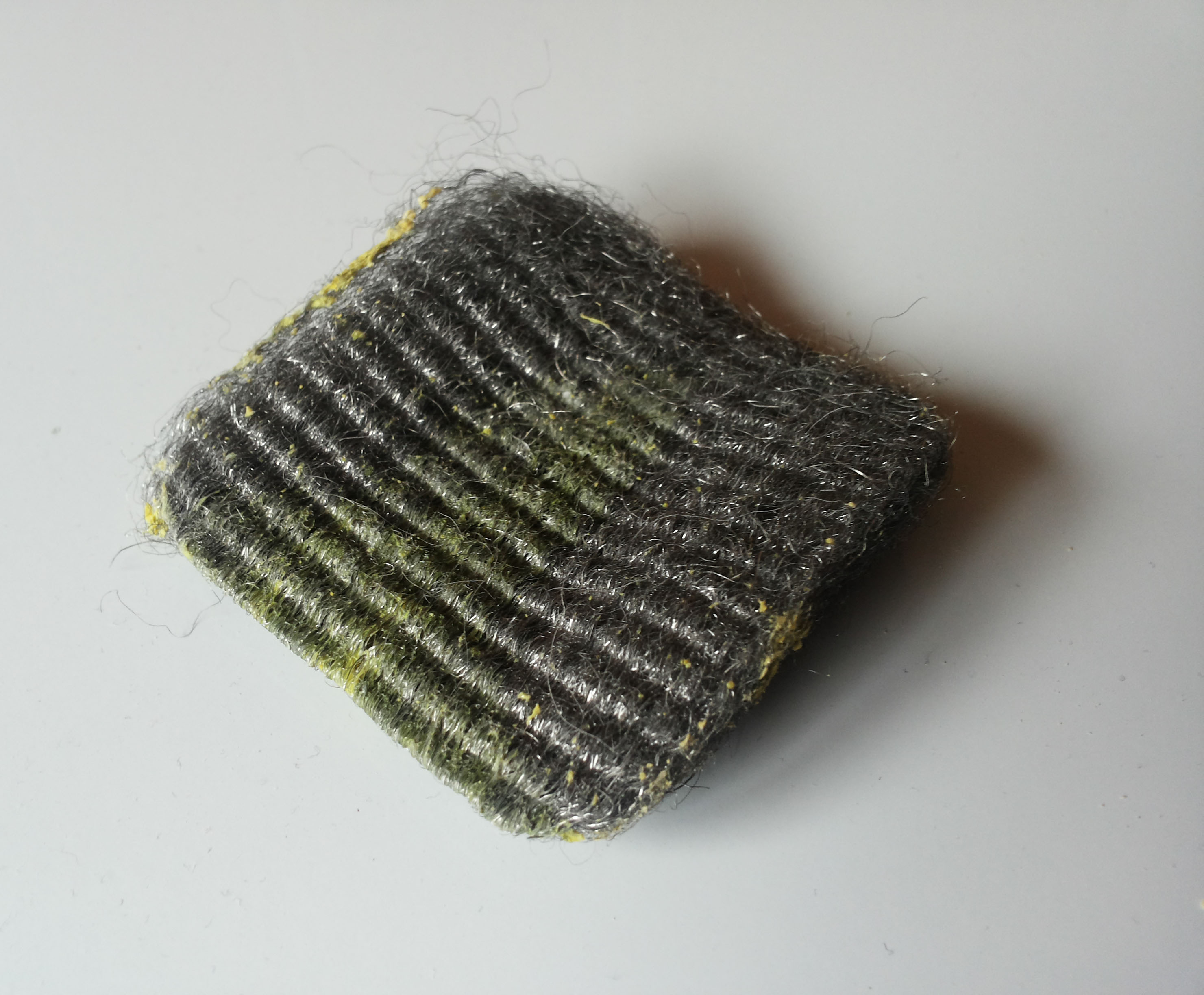
Staalwol met zeep

Staalwol is een bosje van zeer fijn staaldraad, dat wordt gebruikt voor het polijsten van hout en schoonmaken van gecorrodeerd metaal.
In de keuken wordt het gebruikt voor het reinigen van pannen, dan is het doorgaans geïmpregneerd met een zeepachtige substantie zoals Brillo.
Staalwol is verkrijgbaar in de kwaliteiten:
- 0000 zeer fijn
- 000
- 00
- 0
- 1
- 2
- 3
- 4 grof

Er bestaat ook roestvrij staalwol.
Met behulp van staalwol kan bijvoorbeeld ook aluminium, koper worden gepolijst. Samen met een beetje terpentine kunnen oude verfresten worden verwijderd. Bij het polijsten kan ook slijppasta worden gebruikt.
Fijn staalwol kan samen met een batterij gebruikt worden om vuur te maken. 
Door de stroom van een batterij (bijvoorbeeld uit een zaklantaarn) door fijn staalwol te laten gaan, kan dat gaan gloeien of zelfs vlam vatten. Als dat niet goed lukt, en de zaklantaarn een gloeilampje heeft (geen ledlamp), dan kan het glas van het lampje stuk geslagen worden, en door de draden uit het lampje in het staalwol te houden zal het staalwol sneller ontbranden.